# Swæfberht
|  | Aquest article tracta sobre el rei de Kent del s. VII. Si cerqueu el rei d'Essex del s. VIII, vegeu «Swaefbert». |

Swæfberht fou Rei de Kent conjuntament amb Oswine, i possiblement també Swæfheard. Swæfberht emeté una carta sense data amb testimoni d'Oswine, i probablement és el Gabertus que feu de testimoni a una carta emesa per Oswine el juliol del 689. Normalment combinat amb Swæfheard degut a la semblança dels seus noms i solapant dates, però els regnats múltiples eren habituals a l'Anglaterra anglosaxona, especialment a Essex, d'on procedia Swæfheard.